# Bruno Schettino

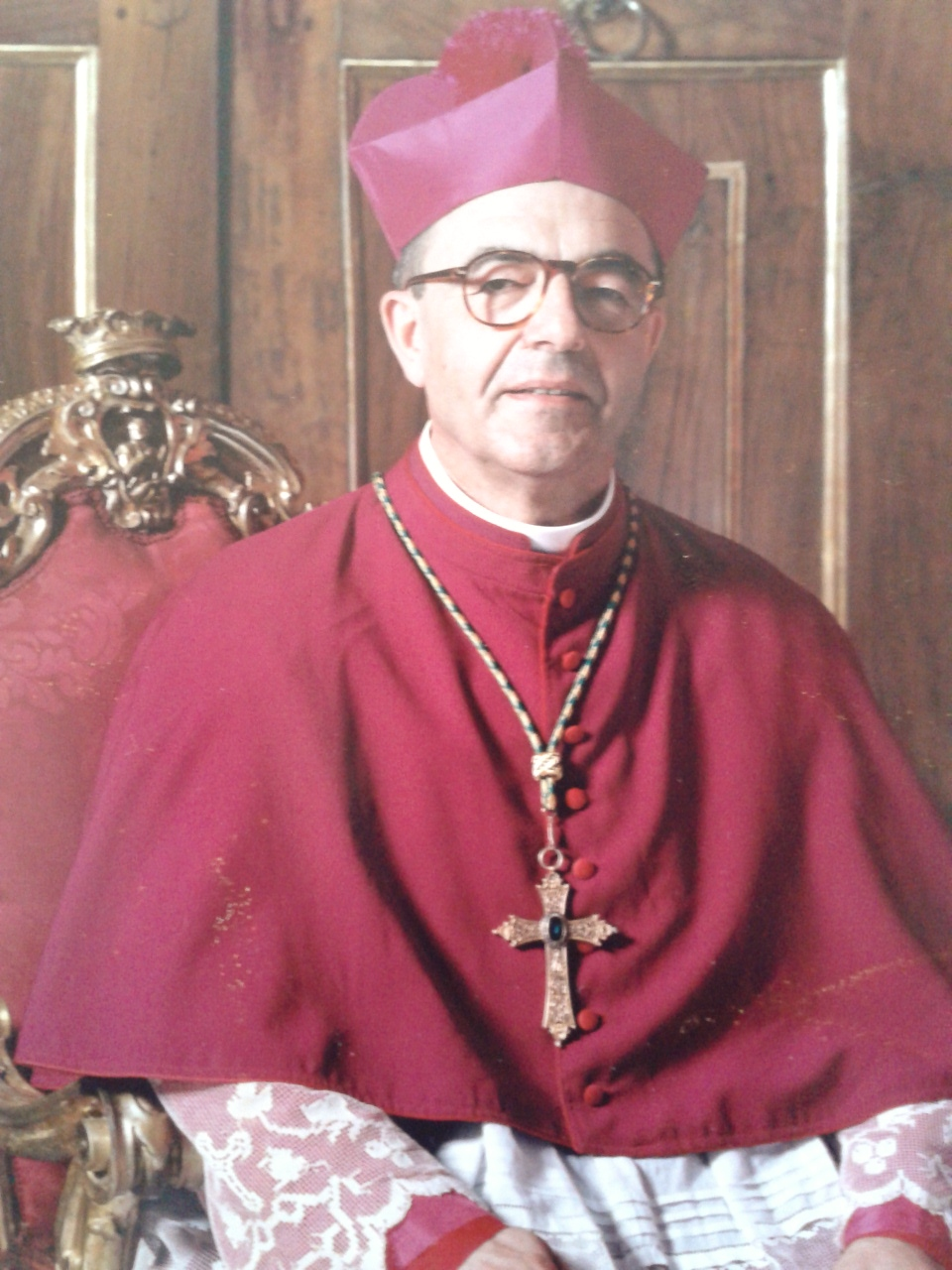
Erzbischof Bruno Schettino

Wappen als Erzbischof von Capua

Bruno Schettino (* 5. Januar 1941 in Marigliano, Provinz Neapel, Italien; † 21. September 2012 in Capua, Provinz Caserta) war römisch-katholischer Erzbischof von Capua.

## Leben
Bruno Schettino studierte zunächst Philosophie, trat in das Diözesanpriesterseminar des Bistums Nola ein und empfing am 28. Juni 1964 das Sakrament der Priesterweihe. Anschließend lehrte er Religion am Liceo Carducci und war Professor für Philosophie und Dekan am Diözesanseminar in Nola. Von 1970 bis 1987 war er Pfarrer von Carmine in Nola.
Am 11. Februar 1987 ernannte ihn Papst Johannes Paul II. zum Bischof von Teggiano-Policastro. Die Bischofsweihe spendete ihm Giuseppe Kardinal Caprio am 4. April 1987; Mitkonsekratoren waren der Erzbischof von Salerno-Campagna-Acerno, Guerino Grimaldi, und der Bischof von Nola, Giuseppe Costanzo. Sein Wahlspruch Sub tuum praesidium („Unter deinen Schutz“) entstammt der gleichnamigen marianischen Antiphon. Am 29. April 1997 berief Johannes Paul II. Bruno Schettino zum Erzbischof von Capua.
Erzbischof Schettino engagierte sich insbesondere für die afrikanischen Einwanderer und den Interreligiösen Dialog in seinem Erzbistum. In der Italienischen Bischofskonferenz war Schettino Präsident der bischöflichen Kommission für die Migration und Präsident der Stiftung „Migrantes“. Darüber hinaus wurde er am 26. Februar 2011 als Großprior des Ritterordens vom Allerheiligsten Erlöser und der Heiligen Brigitta von Schweden investiert.
Erzbischof Schettino verstarb am 21. September 2012 an den Folgen eines Herzinfarktes. Die Exsequien wurden am 23. September desselben Jahres durch Crescenzio Kardinal Sepe in der Kathedrale von Capua zelebriert, wo Erzbischof Schettino im Anschluss auch bestattet wurde.

## Auszeichnungen
- 2011: Großkreuz des Ritterordens vom Allerheiligsten Erlöser und der Heiligen Brigitta von Schweden

## Schriften
- Bruno Schettino, Bonifatius Strack: Befragte Bayerische Kapuziner. Befragung über den Stand der Erneuerung des Kapuzinerordens im Sommer 1972; Ergebnisse aus der Bayerischen Ordensprovinz. St. Fidelisdruck, 1974
- Bruno Schettino: Consultation on the state of renewal in the Capuchin Order. The Province of Calvary. 1974
- Bruno Schettino, Luigi Spina: L’acqua, la pietra, la regola. Gente di Fotografia, 2003, ISBN 978-8888290041